# Itt a vége
Az Itt a vége (eredeti cím: This Is the End) 2013-ban bemutatott amerikai apokaliptikus filmvígjáték, melynek forgatókönyvírója és rendezője Seth Rogen és Evan Goldberg. A főszerepet James Franco, Jonah Hill, Jay Baruchel, Seth Rogen, Danny McBride, Craig Robinson és Emma Watson alakítja.
A filmet 2013. június 12-én mutatták be a mozikban, kritikai és kereskedelmi szempontból sikeresen teljesített. A sikernek köszönhetően a Columbia Pictures 2013. szeptember 6-án ismét bemutatta.

## Cselekmény
James Franco (aki önmagát alakítja), a hollywoodi színész, egy hatalmas bulit szervez a házában, és a listán szereplő hírességek, sztárok, igen jól ismert szereplők. Csak hogy a boldogság nem sokáig tart, ugyanis hamarosan eljő a rettegés órája. Látványosan véget ér a buli, amikor a világ vége beköszönt, és a vendégeket a hírnevük ellenére, a katasztrófa hidegen hagyja őket.

## Szereplők
| Színész                  | Szerep  | Magyar hang         |
| ------------------------ | ------- | ------------------- |
| James Franco             | Önmaga  | Dévai Balázs        |
| Jonah Hill               | Önmaga  | Elek Ferenc         |
| Jay Baruchel             | Önmaga  | Hamvas Dániel       |
| Seth Rogen               | Önmaga  | Kerekes József      |
| Craig Robinson           | Önmaga  | Törköly Levente     |
| Danny McBride            | Önmaga  | Ganxsta Zolee       |
| Michael Cera             | Önmaga  | Kovács Lehel        |
| Emma Watson              | Önmaga  | Szabó Luca          |
| Rihanna                  | Önmaga  | Kis-Kovács Luca     |
| Jason Segel              | Önmaga  | Csőre Gábor         |
| Channing Tatum           | Önmaga  | Papp Dániel         |
| Christopher Mintz-Plasse | Önmaga  | Szabó Máté          |
| Paul Rudd                | Önmaga  | Széles Tamás        |
| Martin Starr             | Önmaga  |                     |
| Kevin Hart               | Önmaga  | Karácsonyi Zoltán   |
| Mindy Kaling             | Önmaga  | Nádasi Veronika     |
| David Krumholtz          | Önmaga  | Szatmári Attila     |
| Aziz Ansari              | Önmaga  | Kapácsy Miklós      |
| Jason Trost              | Önmaga  |                     |
| Evan Goldberg            | Önmaga  |                     |
| Brian Huskey             | Önmaga  | Haás Vander Péter   |
| Backstreet Boys          | Önmaguk | (nem szólalnak meg) |